# Super3
El canal Super3, conocido simplemente como Super3, fue un canal de televisión que pertenecía a Televisió de Catalunya, destinado al público infantil y juvenil. Fue fundado el 18 de octubre de 2009, durante la Fiesta de los Súpers, en sustitución del K3. Emitía desde las 6:30 hasta las 21:30, compartiendo frecuencia con el Canal 33, de temática cultural.
El nombre del canal viene del programa Club Super3, en emisión desde 1991, un programa en el que se emitían series infantiles, tanto de personas como de dibujos animados. Entre una serie y otra se introducían sketches o gags protagonizados por los diversos personajes del Club: durante las tres primeras etapas (1991-2006), estos sketches seguían una dinámica más parecida a lo habitual en otros programas infantiles de televisión catalanes (aunque con un uso de los nuevos lenguajes bastante innovador). A partir de 2006 se incorpora un punto sitcom a los gags que, unido al trabajo de guion, les acerca también a edades no necesariamente infantiles. A partir de la creación del canal, se sigue el mismo estilo que el antiguo programa, añadiendo gags entre serie y serie.
Tras casi 13 años en emisión, el Super3 fue sustituido por el SX3 el 10 de octubre de 2022.

## Historia

### Canal de pago para toda España (1997-2005)
Anteriormente, había existido un canal con la misma denominación que comenzó a emitir en la plataforma Vía Digital el 15 de septiembre de 1997, siendo producido por Teuve con la colaboración de Televisió de Catalunya. Inicialmente, el canal Club Súper 3 era un canal completo, dividido en la programación del Club Super3, de TV3, destinado a menores de 12 años (de 7 h a 21 h), y el Club Colega, destinado a mayores de 12 años (de 21 h a 6 h), con series de anime y otras como Star Trek. No obstante, el Club Colega se convirtió en Buzz a partir de noviembre de 1997, dirigido inicialmente a jóvenes de entre 16 y 30 años, con una programación de series, películas y magacines juveniles, y actualidad musical y deportiva.
Después de que TVC dejara de colaborar en Digital+, el canal pasó a llamarse Super Ñ. El 1 de noviembre de 2006 ONO compra la productora Teuve y decide cambiarle el nombre por el de Kitz. El canal fue replacado por el canal internacional KidsCo el 1 de mayo de 2008.
A lo largo de su historia, el canal emitió, además de en Vía Digital (o Digital+), en las plataformas Quiero TV (hasta 2002), R, Retena/Reterioja (en La Rioja), Retecal (en Castilla y León, hasta 2003) y AunaCable, con sus filiales Menta (Cataluña), Madritel (Madrid), Supercable (Andalucía), Able (Aragón) y Canarias Telecom (Islas Canarias).
A partir del mes de julio de 2003, además de un canal de audio en castellano y otro en versión original, Club Súper 3 y su canal compartido Buzz incorporaron un canal de audio en catalán para toda España, proporcionado por TV3.
A pesar de que TVC dejó de colaborar en Digital+, dejando de enviar la señal de Club Súper 3 el 1 de noviembre de 2004, este canal continuó su emisión en las filiales de la plataforma Auna hasta el 1 de septiembre de 2005.

### Emisión analógica y por TDT (2009-2022)
Con la llegada del apagón analógico en 2009, Televisió de Catalunya remodeló su oferta en la televisión digital terrestre. Entre otros cambios, se decide modificar la oferta de la programación infantil y juvenil, sustituyendo al canal K3.
El nuevo Canal Super3 inició las emisiones a la 13:30del 18 de octubre de 2009 por la TDT y en analógico, compartiendo frecuencia con El 33; la inauguración tuvo lugar en la fiesta de los Súpers que se celebró los días 17 y 18 de octubre de 2009. Está basado en el programa Club Super3 que ha sido emitido en diferentes canales de TVC (TV3, 33 y K3), que actualmente tiene 1'500.000 socios y que se emitió por primera vez en 1991. Desde el 15 de febrero de 2010 solo emite por la TDT.
En abril de 2015, la emisora dejó de emitir en las Islas Baleares a consecuencia del reordenamiento del espacio radioeléctrico. Este cambio afectó también a Canal 33 y el 3/24, los cuales dejaron de estar disponible en la región. Esta decisión, tomada por el Gobierno de las Islas Baleares fue muy controvertida por la existencia de alternativas que hubieran permitido a los canales seguir emitiendo.El 17 de diciembre del mismo año, estos canales regresaron a la TDT de la región. El nuevo Gobierno Balear de Francina Armengol formuló la solución técnica de adaptar el múltiplex autonómico del canal 26, comprimiendo y optimizando estadísticamente la señal del resto de canales, sin mermar la calidad de la señal de alta definición de IB3, la televisión pública balear. El retorno de la señal ha comportado un aumento de la oferta pública de canales en lengua propia en las Islas Baleares, haciendo especial hincapié en este caso en contenidos dirigidos al público infantil y juvenil.
Durante el confinamiento de la primavera de 2020, el canal Esport 3 compartió su frecuencia de emisión con el Super 3, que seguía compartiendo frecuencia con el Canal 33, emitiendo Super 3 sus contenidos habituales por dos frecuencias, y emitiendo Esport 3 solo de 21:30 a 6:00, y con contenido enlatado.
Durante sus últimos años de existencia sufrió una bajada progresiva de audiencia, al tiempo que se reducían los esfuerzos a mantener la calidad de la programación, como reconoció la propia CCMA. A mediados de 2021, la familia del Super3, que servía de continuidad, dejó de emitirse. Entonces, se inició una convocatoria de un proyecto para servirle de sustituto, a la vez que se planteaba el futuro del canal. Por último, el 10 de octubre de 2022 se estrenó el nuevo canal SX3, dividiéndose en dos franjas de edad, el S3 para los niños más pequeños y el X3 para los mayores.

## Programación
El eje del canal es el programa La familia, con los personajes del Club Super3. Además de series internacionales, se emiten también programas de producción propia:
- MIC, un contenedor de series similar al Club Super3 pero dirigido al público inferior a los seis años.
- InfoK, un informativo para niños.
- Una mano de cuentos, programa que explica cuentos dibujados por una mano.
- Dinámiks, un programa presentado por Dani Jiménez donde se realizan experimentos y se explican curiosidades científicas.
- Kukurota, programa sobre animales presentado por Pau Ferran.

### Programas anteriores
- Play (2008-2010). Concurso para practicar inglés, inicialmente emitido en el K3.
- Los Extraordinarios, un programa explica el origen y la producción de objetos de la vida real.
- ¿De qué va?, es un programa en el que, en cada capítulo, un grupo de súper comentaban y recomendaban un libro que se habían leído.
- Superveterinarios, era un programa donde una familia y su perro, con la ayuda de una adiestradora, aprendían trucos y cómo jugar con la mascota.
- TAGS, (2006-2015). Programa de ocio y entretenimiento pensado para preadolescentes a partir de diez años.
- Fish&Chips, un concurso para practicar el inglés que se estrenó el 15 de enero de 2011.
- Picalletras, un concurso de escuelas, que consistía en deletrear.
- Rat Rank, un ranking musical.
- Las aventuras de Riff y Flat

## Audiencias
Audiencias de la emisión en analógico del combinado 33/K3 en Cataluña. Desde el 23 de abril de 2001 hasta el 12 de febrero de 2010, la audiencia incluye la emisión compartida en analógico con la frecuencia del Super 3, antiguamente K3:
| Año  | Enero | Febrero | Marzo  | Abril  | Mayo   | Junio | Julio  | Agosto | Septiembre | Octubre | Noviembre | Diciembre | Media anual |
| ---- | ----- | ------- | ------ | ------ | ------ | ----- | ------ | ------ | ---------- | ------- | --------- | --------- | ----------- |
| 2001 |       |         |        |        | 6,1%   | 6,3%  |        |        |            |         | 6,5%      |           | 6,1%        |
| 2002 | 7,1%  | 7,0%    | 7,0%   | 6,8%   | 6,9%   | 6,8%  | 7,9%*  | 7,0%   | 7,0%       | 6,8%    | 7,1%      | 7,2%      | 7,0%        |
| 2003 |       |         |        |        |        |       | 7,0%   | 6,2%   | 6,3%       | 6,5%    | 6,5%      | 6,3%      | 6,8%        |
| 2004 | 6,4%  | 6,6%    | 7,0%   | 6,9%   | 6,1%   | 6,1%  | 6,4%   | 6,1%   | 6,6%       | 5,6%    | 5,7%      | 5,2%      | 6,2%        |
| 2005 | 5,3%  | 5,2%    | 5,2%   | 5,2%   | 5,3%   | 5,7%  | 5,5%   | 5,4%   | 5,4%       | 4,9%    | 5,1%      | 5,0%      | 5,3%        |
| 2006 | 4,8%  | 4,8%    | 4,5%   | 4,6%   | 4,5%   | 4,4%  | 4,3%   | 4,2%   | 4,3%       | 3,9%    | 3,9%      | 3,9%      | 4,4%        |
| 2007 | 3,8%  | 3,6%    | 3,6%   | 3,5%   | 3,1%   | 3,5%  | 3,9%   | 3,9%   | 3,4%       | 3,1%    | 3,0%      | 2,9%      | 3,4%        |
| 2008 | 2,9%  | 2,8%    | 2,9%   | 2,9%   | 2,8%   | 2,9%  | 3,2%   | 2,9%   | 3,3%       | 2,9%    | 2,6%      | 2,8%      | 2,9%        |
| 2009 | 2,6%  | 2,5%    | 2,5%   | 2,3%   | 2,0%   | 2,0%  | 1,8%   | 1,6%   | 1,7%       | 1,3%    | 1,2%      | 1,1%      | 1,9%        |
| 2010 | 1,1%  | 1,0%    | 1,9%   | 1,5%   | 1,6%   | 1,6%  | 1,5%   | 1,5%   | 1,6%       | 1,7%    | 1,9%      | 1,9%      | 1,6%        |
| 2011 | 1,8%  | 1,3%    | 1,2%   | 1,3%   | 1,4%   | 1,5%  | 1,8%   | 2,0%   | 1,6%       | 1,6%    | 1,6%      | 1,6%      | 1,6%        |
| 2012 | 1,5%  | 1,5%    | 1,5%   | 1,4%   | 1,4%   | 1,5%  | 1,5%   | 1,6%   | 1,3%       | 1,5%    | 1,5%      | 1,6%      | 1,5%        |
| 2013 | 1,7%  | 1,5%    | 1,7%   | 1,6%   | 1,7%   | 1,8%  | 1,8%   | 1,9%   | 1,7%       | 1,6%    | 1,6%      | 1,6%      | 1,7%        |
| 2014 | 1,5%  | 1,4%    | 1,6%   | 1,7%   | 1,6%   | 1,7%  | 1,8%   | 1,8%   | 1,7%       | 1,6%    | 1,5%      | 1,6%      | 1,6%        |
| 2015 | 1,6%  | 1,5%    | 1,6%   | 1,5%   | 1,5%   | 1,6%  | 1,4%   | 1,2%   | 1,4%       | 1,4%    | 1,4%      | 1,3%      | 1,5%        |
| 2016 | 1,3%  | 1,3%    | 1,4%   | 1,2%   | 1,2%   | 1,2%  | 1,2%   | 1,2%   | 1,2%       | 1,2%    | 1,2%      | 1,2%      | 1,2%        |
| 2017 | 1,4%  | 1,3%    | 0,8%   | 0,8%   | 0,9%   | 1,0%  | 1,2%   | 1,1%   | 1,1%       | 1,1%    | 1,0%      | 1,2%      | 1,2%        |
| 2018 | 1,0%  | 1,0%    | 1,1%   | 0,9%   | 1,0%   | 1,0%  | 0,9%   | 1,0%   | 0,9%       | 0,8%    | 0,9%      | 0,8%      | 0,9%        |
| 2019 | 1,0%  | 0,9%    | 0,9%   | 0,9%   | 0,9%   | 0,8%  | 0,8%   | 0,7%   | 0,6%       | 0,5%**  | 0,6%      | 0,7%      | 0,8%        |
| 2020 | 0,7%  | 0,7%    | 0,5%   | 0,5%   | 0,5%   | 0,6%  | 0,7%   | 0,5%   | 0,5%       | 0,5%    | 0,6%      | 0,6%      | 0,6%        |
| 2021 | 0,6%  | 0,6%    | 0,6%   | 0,5%   | 0,5%   | 0,5%  | 0,5%   | 0,6%   | 0,6%       | 0,4%**  | 0,4%**    | 0,5%      | 0,5%        |
| 2022 | 0,5%  | 0,4%**  | 0,4%** | 0,4%** | 0,4%** | 0,5%  | 0,4%** | 0,5%   |            |         |           |           |             |

* Máximo histórico. | ** Mínimo histórico.